# Tanapat Na-tarue
Tanapat Na-tarue (thailändisch ธนพัต ณ ท่าเรือ, * 3. Juli 1981 in Phang-nga), auch als Beer (thailändisch เบียร์) bekannt, ist ein thailändischer Fußballtrainer und ehemaliger Fußballspieler.

## Karriere

### Spieler

#### Verein
Tanapat Na-tarue spielte bis 2003 beim Bangkok Christian College FC in der thailändischen Hauptstadt Bangkok. Der Verein spielte in der ersten Liga, der Thai Premier League. 2004 wechselte er zum Ligakonkurrenten  FC Bangkok University, dem heutigen Bangkok United. Mit dem Verein wurde er 2006 thailändischer Meister. 2009 nahm ihn der Erstligaaufsteiger Muangthong United aus Pak Kret, einem nördlichen Vorort von Bangkok, unter Vertrag. Mit Muangthong wurde er 2009 Meister. Der ebenfalls in der ersten Liga spielende Police United verpflichtete ihn 2010. Hier spielte er bis 2013. Army United, ein Erstligist aus Bangkok, nahm ihn 2015 unter Vertrag. Nach einem Jahr verließ er den Verein und schloss sich dem Erstligaaufsteiger Pattaya United aus Pattaya an. Für den Zweitligisten Kasetsart FC spielte er 2017 in der Thai League 2. Für den Bangkoker Verein spielte er die Hinrunde, die Rückrunde spielte er für seinen ehemaligen Verein Bangkok Christian College FC in der vierten Liga. Nach Ende der Saison beendete er seine Karriere als Fußballspieler.

#### Nationalmannschaft
Tanapat Na-tarue spielte 2009 einmal für die thailändische Nationalmannschaft.

### Trainer
Von Januar 2017 bis Juni 2017 stand Tanapat Na-tarue als Trainer vom Bangkoker Zweitligisten Kasetsart FC an der Seitenlinie.

## Erfolge
FC Bangkok University
- Thailändischer Meister: 2006

Muangthong United
- Thailändischer Meister: 2009